# El Mirador, Santiago Tuxtla
El Mirador är en ort i Mexiko.   Den ligger i kommunen Santiago Tuxtla och delstaten Veracruz, i den sydöstra delen av landet, 400 km öster om huvudstaden Mexico City. El Mirador ligger 332 meter över havet och antalet invånare är 104.
Terrängen runt El Mirador är kuperad åt nordost, men åt sydväst är den platt. El Mirador ligger uppe på en höjd. Runt El Mirador är det ganska tätbefolkat, med 70 invånare per kvadratkilometer. Närmaste större samhälle är San Andres Tuxtla, 17,1 km öster om El Mirador. Omgivningarna runt El Mirador är en mosaik av jordbruksmark och naturlig växtlighet.